# Catocala connexa
Catocala connexa är en fjärilsart som beskrevs av Butler 1881. Catocala connexa ingår i släktet Catocala och familjen nattflyn. Inga underarter finns listade i Catalogue of Life.